# Fenatran
A Fenatran, ou Salão Internacional do Transporte Rodoviário de Cargas , é uma feira de exposições que ocorre em todos os anos ímpares no Parque Anhembi, na cidade de São Paulo, geralmente no mês de outubro. É uma iniciativa da Anfavea e da NTC&Logística, e organizada pela Alcântara Machado. 
Ocorreu pela primeira vez na década de 1980 na cidade de Gramado a sua primeira edição, com edições posteriores em Natal, Salvador (Bahia), Belém do Pará e Brasília.
A feira é dividida nos seguintes setores:
- Caminhões e Veículos
- Implementos e Equipamentos
- Autopeças, Motores e Pneus
- Combustíveis, Derivados e Componentes
- Equipamentos para Oficinas, Terminais e Movimentação de Carga
- Transportadores Modais de Carga
- Equipamentos de Informática, Segurança e Outros
- Bancos, Financeiras e Seguradoras
- Entidades e Serviços

## Cronologia
- 2015: Na 20ª edição da feira, ela aconteceu pela última vez no Parque Anhembi (9 a 13 de novembro).
- 2017: Na 21ª edição da feira. ela se realizou pela primeira vez no São Paulo Expo Exhibition & Convention Center
- 2019: Será a 22ª edição da feira (14 a 18 de outubro).